# European Journal of Human Genetics
Das European Journal of Human Genetics, abgekürzt Eur. J. Hum. Genet., ist eine wissenschaftliche Zeitschrift, die vom Nature-Verlag veröffentlicht wird. Die erste Ausgabe erschien im Jahr 1993. Derzeit erscheint die Zeitschrift monatlich. Sie ist die offizielle Zeitschrift der European Society of Human Genetics. Artikel, die älter sind als 12 Monate sind frei zugänglich. Es werden Artikel veröffentlicht, die sich mit molekularen, klinischen und zytogenetischen Aspekten der genetischen Forschung befassen.
Der Impact Factor lag im Jahr 2014 bei 4,349. Nach der Statistik des ISI Web of Knowledge wird das Journal mit diesem Impact Factor in der Kategorie Biochemie und Molekularbiologie an 70. Stelle von 289 Zeitschriften und in der Kategorie Genetik und Vererbung an 36. Stelle von 167 Zeitschriften geführt.
Chefherausgeber ist Gert-Jan van Ommen, Leiden University Medical Centre, Niederlande.